# Renato Sarti (calciatore)
Renato Sarti (Rimini, ... – Foggia, ...; fl. XX secolo) è stato un calciatore italiano, di ruolo portiere.

## Carriera
Renato Sarti, figlio di Giuseppe, e fratello di Goffredo, Giovanni, Alessandro, Renato e Mario, nasce a Rimini. Assieme a Renato, diventeranno calciatori Giovanni ed Alessandro.
Iniziò la carriera nell'U.S. Atleta, squadra foggiana, per poi essere mandato in prestito in un'altra squadra foggiana, la Vis et Vir.
Successivamente finì al Foggia, dove esordì il 9 settembre 1923, nella partita contro il Garibaldino Taranto, finita 1-0, in quella che passerà come la prima partita del Foggia.
Nel campionato di Prima Divisione 1927-1928, in occasione del secondo derby d'Apulia, venne a Foggia Augusto Rangone, allora tecnico della Nazionale italiana, per visionare Renato Sarti, in vista delle convocazioni. Nell'estate del 1929 fu chiamato da Carlo Carcano, allenatore dell'Alessandria per una tournée in Svizzera, dove parò un rigore a Max Abegglen. Si ritirò il 9 novembre 1930, dove vinse l'ultima partita per 3-2 contro il Bisceglie.
In massima serie ha disputato la Prima Divisione 1923-1924 e la Prima Divisione 1925-1926.